# Eric Stuteville
Eric Stuteville (Orangevale, 6 februari 1995) is een Amerikaans voormalig basketballer.

## Carrière
Stuteville speelde van 2013 tot 2017 collegebasketbal voor de Sacramento State Hornets. Hij werd niet gekozen in de NBA draft van 2017. Hij speelde wel in de NBA Summer League voor de Sacramento Kings. Hij werd daarna als eerste gekozen in de NBA G League Draft door de Northern Arizona Suns in 2017. Hij speelde twee seizoenen voor de club. In 2018 speelde hij voor de Perth Wildcats in oefenwedstrijden tegen NBA-ploegen. In 2019 tekende hij bij de Belgische eersteklasser Kangoeroes Mechelen.
Hij speelde hierna nog kort voor het Litouwse KK Dzūkija. In maart 2021 ging hij spelen voor de Erie BayHawks en speelde er tot aan het einde van het seizoen.